# Jorge Guerra (Radsportler)
Jorge Guerra (* 27. Oktober 1913 in Viña del Mar; † 28. Juli 2003 ebenda) war ein chilenischer Radrennfahrer.

## Sportliche Laufbahn
Guerra war im Straßenradsport und im Bahnradsport aktiv. 1936 startete er bei den Olympischen Spielen in Berlin. Im olympischen Straßenrennen kam er nicht ins Ziel. Die chilenische Mannschaft mit Jesús Chousal, Jorge Guerra, Manuel Riquelme und Rafael Montero kam nicht in die Mannschaftswertung, da kein chilenischer Fahrer das Ziel erreichte.
Guerra konnte bei den Panamerikanischen Meisterschaften und bei den Südamerikanischen Meisterschaften jeweils einen Titel in der Einerverfolgung und im Punktefahren gewinnen.